# Xã Ovid, Quận Clinton, Michigan
Xã Ovid (tiếng Anh: Ovid Township) là một xã thuộc quận Clinton, tiểu bang Michigan, Hoa Kỳ. Năm 2010, dân số của xã này là 3.795 người.